# Три сонця
«Три сонця» — радянський художній фільм 1976 року, знятий режисером Ар'єю Дашиєвим на кіностудії «Мосфільм».

## Сюжет
Про сім'ю бурятських чабанів, які виявили безприкладну мужність у боротьбі зі стихійним лихом і зберегли народне добро.

## У ролях
- Любов Бурдуковська — Ханда
- Ар'якал Дагбаєв — Доржі
- Содном Будажапов — Жалсан, батько Ханди
- Намсалма Шагдарова — Батма, мати Ханди
- Буда Вампілов — Галдан, голова колгоспу
- Михайло Єлбонов — Гамбо
- Валентина Гришокіна — Віра
- Майдарі Жапхандаєв — Арсалан
- Марта Зоріктуєва — Даріма
- Цидендамба Пурбуєв — секретар обкому
- Володимир Протасенко — епізод
- Буянто Аюшин — епізод
- Антроп Ільїн — епізод

## Знімальна група
- Режисер — Ар'я Дашиєв
- Сценаристи — Ар'я Дашиєв, Віль Липатов
- Оператор — Тимофій Лебешев
- Композитор — Джон Тер-Татевосян
- Художник — Іван Пластинкін